# Alexandru Ghica (legionar)
Pentru alte persoane omonime vedeți Alexandru Ghica.
Alexandru Ghica (n. 8 februarie 1903 - d. ianuarie 1982) a fost un jurist român, politician legionar, Director general al Siguranței Statului și Polițiilor în perioada Statului Național-Legionar, (14 septembrie 1940 - 3 februarie 1941).

## Biografie

### Familia
Alexandru Ghica provine dintr-o veche familie fanariotă din Țările Române din rândul căreia au ieșit domnitori, academicieni, politicieni și de cultură. Arborele genealogic al familiei pornește de la Matei Ghica (1565 - 1620) și fiul acestuia, Gheorghe.
Frații Alexandru și Grigore Ghica erau fiii lui Grigore Ghica și ai Constanței, născută Câmpineanu, fiica magistratului C. Câmpineanu, nepoata revoluționarului pașoptist, întemeietor al „Societății Filarmonice”, alături de Ion Heliade-Rădulescu și (Constantin) Costache Aristia la 1835. Tatăl fraților Ghica a fost militar, intrând ulterior în magistratură. El făcea parte din ramura moldoveană a Ghiculeștilor, fiind fiul lui Alexandru Ghica și nepotul lui Grigore Alexandru Ghica (1807-1857), domnul Moldovei post-pașoptiste. 
Mama lor, Constanța, se trăgea din familia Câmpineanu, boieri din Muntenia. Bunicul Constanței a fost membru al Partidei naționale din Muntenia, implicat în activități revoluționare. În zilele revoluției de la 1848, Ion Câmpineanu a făcut parte din Guvernul provizoriu. Constanța era și nepoata de frate a politicianului liberal, Ion I. Câmpineanu, parlamentar și ministru în mai multe legislaturi și cabinete.

### Aderarea la Mișcarea Legionară
Frații Alexandru și Grigore Ghica au fost colegi la Liceul militar de la Mănăstirea Dealu și apoi la facultatea la Drept cu Corneliu Zelea Codreanu. Împreună cu Alexandru, Codreanu a plecat la Cluj pentru a lua legătura cu Ion Moța și Corneliu Georgescu pentru a-i determina să se ralieze într-o organizație naționalistă unică, Liga Apărării Național Creștine - L. A. N. C., viitorii membri fondatori ai Legiunii Arhanghelului Mihail. Mama fraților Ghica, principesa Constanța Ghica, era în comitetul de conducere al Uniunii Național-Creștine, partidul politic al lui Alexandru C. Cuza și Nicolae Paulescu, fondat în ianuarie 1922 și a subvenționat masiv Liga Apărării Național-Creștine a lui Codreanu, pentru construirea unui „cămin studențesc cultural-creștin”, sustras de sub autoritatea Rectoratului și le-a mai pus la dispoziție și un teren pe strada Carol din București, „destinat cultivării zarzavatului pentru nevoile echipelor voluntare ce făceau cărămizi la Ungheni”. Nu se cunoaște exact data la care frații Ghica au aderat la Mișcarea Legionară și nici Codreanu nu pomenește nimic în acest sens. Cert este însă că frații Ghica, împreună cu mama lor, au fost de la început alături de acesta, ajutându-l cu fonduri bănești, atât în 1922, cât și în 1926 cu ocazia plecării acestuia la studii la Berlin și ulterior la Grenoble.
La întoarcerea lui Codreanu din Franța în 1927, Alexandru Ghica va fi mesagerul acestuia pe lângă Alexandru C. Cuza în contextul scindării statutarilor. Codreanu milita pentru unitatea Ligii, fapt care l-a îndepărtat de profesorul Cuza. În anii '30, datorită faptului că au ocupat funcții în magistratură, frații Ghica și-au ocultat activatea în Mișcarea Legionară. Ulterior, Alexandru Ghica a fost eliminat din magistratură, practicând avocatura.
S-a căsătorit cu fiica politicianului liberal Mihail G. Orleanu, devenind, astfel, cumnat cu avocatul Mihai M. Orleanu, viitorul prefect legionar al județului Covurlui din timpul guvernării legionaro-antonesciene.
În timpul „marii prigoane” carliste contra legionarilor, Alexandru Ghica a fost arestat și întemnițat. Dacă în februarie 1937, Nae Ionescu se arată iritat de refuzul lui Codreanu de a colabora cu regele Carol al II-lea, iar în noiembrie 1937 își exprima reticența față de pactul de neagresiune electorală cu Iuliu Maniu, după asasinarea acestuia, va fi cel mai mare inamic al împăcării cu regele. Dispariția sa relansa ideea de reconciliere dintre rege și Mișcare. A doua zi după moartea lui Nae Ionescu, a apărut o „Mărturisire de credință a foștilor membri ai Mișcării Legionare”, în care liderii legionari principali se pun la dispoziția regelui pentru salvarea Coroanei și a Țării. Documentul este semnat de membrii fondatori ai Legiunii Arhanghelul Mihail Corneliu Georgescu, Radu Mironovici, Ilie Gârneață, Vasile Iașinschi, Radu Gyr și Alexandru Ghica. Această Mărturisire de credință a fost dublată de un apel către foștii camarazi și membri ai Mișcării Legionare în care se arăta că, fiind „...monarhiști prin plămada noastră sufletească, carliști prin frământările noastre de la 1927, slujitori credincioși ai Majestății Sale Regelui Carol al II-lea...”, foștii legionari sunt chemați „...la cea mai sfântă dintre datorii: aceea de a așeza mai presus de orice, interesele și destinele Patriei și a Tronului nostru românesc”(citat în . Scopul acestei declarații era oprirea asasinării liderilor legionari, ordonată de către Carol al II-lea.

### Condamnarea și detenția
Numit Director general al Siguranței Statului și Polițiilor în perioada Statului Național-Legionar, (14 septembrie 1940 - 3 februarie 1941), ca urmare a implicării în organizarea Masacrului de la Jilava și a participării la Rebeliunea Legionară, Alexandru Ghica a fost arestat și întemnițat pentru aproape un sfert de veac, între anii 1941-1964. A fost deținut în închisorile de la Jilava, Pitești, Văcărești, Aiud, Alba, Sibiu, Brașov, Ploiești, Ghencea, Galați, Giurgiu, Suceava, Gherla și a fost urmărit de Securitate până la sfârșitul vieții.

## Citate:
„Comunismul e o utopie...! E cel mai greu blestem ce a căzut pe neamul românesc! Viitorul o va dovedi. Pe noi o să ne terminați, dar veți fi blestemați, din neam în neam, de copiii și nepoții voștri, cărora le-ați închis ochii de dragul unei idei sortită eșecului! Noi cei de aici vă iertăm, dar istoria nu iartă!”
 (Alexandru Ghica - ultimul cuvânt adresat judecătorilor după a doua condamnare).